# Batu Bibi
Batu Bibi ist eine unbewohnte, indonesische Insel im Timorarchipel (Kleine Sundainseln). 
Batu Bibi liegt vor der Südküste der Insel Manuk. Sie gehört zum Regierungsbezirk (Kabupaten) Rote Ndao in der Provinz Ost-Nusa-Tenggara.